# Maria Lamas
Maria da Conceição Vassalo e Silva da Cunha Lamas, née le 6 octobre 1893 à Torres Novas et morte le 6 décembre 1983 à Lisbonne, est une écrivaine, traductrice, journaliste, photographe et combattante pour les droits humains et les droits civils durant la dictature. Elle est aussi personnalité du féminisme au Portugal, où elle préside notamment le Conselho Nacional das Mulheres Portuguesas (Conseil national des femmes portugaises), la principale organisation féministe du pays.

## Biographie

### Jeunesse
Maria da Conceição Vassalo e Silva de Cunha Lamas est née le 6 octobre 1893 à Torres Novas, district de Santarém. Elle y est baptisée le 22 octobre 1893. Elle est la fille de Maria da Encarnação Vassalo e Silva, née à Alcanena et Manuel Caetano da Silva, commerçant, né à Mação, tous deux issus de familles bourgeoises, catholiques et pieuses du côté de sa mère, républicains et francs-maçons du côté de son père,,.
Elle est la sœur aînée de Manuel António Vassalo e Silva (pt), qui deviendra le dernier gouverneur de l'Inde portugaise, et la cousine des écrivaines Maria Lúcia Vassalo Namorado (pt) et Alice Vieira.
Maria Lamas fréquente l'école primaire Conde Ferreira et complète ses études au Colégio das Teresianas de Jesus Maria José, à Torres Novas, en internat.

### Vie privée
Quelques années plus tard, le 10 mars 1911, à l'âge de 17 ans, elle célèbre son premier mariage civil dans la localité, en épousant Teófilo José Pignolet Ribeiro da Fonseca (pt), un militaire, âgé de 24 ans. Toujours en 1911, déjà enceinte, elle n'hésite pas à accompagner son mari, envoyé en mission pour travailler dans une prison militaire, à Capelongo (pt), en Angola. Quelques mois plus tard, leur première fille, Maria Emilia naît.
En 1913, bien qu'elle soit à nouveau enceinte, Maria Lamas décide de quitter son mari et de retourner au Portugal. Alors qu'elle essaie d'obtenir le divorce et la tutelle de ses filles Maria Emília et Maria Manuela, sa réputation est sérieusement ébranlée, non seulement parce qu'à l'époque le divorce et l'émancipation des femmes sont encore un sujet tabou dans la société portugaise traditionaliste et conservatrice, mais aussi parce qu'elle tient en public des propos insultants envers son mari.
Le 27 février 1920, le divorce, par consentement mutuel, est finalement prononcé,, ce qui permet à Maria Lamas de se remarier le 25 avril 1921, à Lisbonne, avec le journaliste et monarchiste Alfredo da Cunha Lamas. De ce mariage naît sa troisième fille, Maria Cândida, mais le couple se sépare peu de temps après sa naissance, sans jamais divorcer. Alfredo da Cunha Lamas décède le 4 octobre 1953 à Lisbonne. Maria Lamas, devenue veuve, ne se remarie pas,,.

## L'écriture
Maria Lamas écrit depuis son plus jeune âge[réf. nécessaire]. Vers 1913, elle publie des articles liés à la guerre dans des publications locales, sous les pseudonymes de Maria Fonseca ou Serrana d'Ayre[réf. souhaitée].

### Journalisme
Alors que la Première Guerre mondiale progresse et que son mari combat sur le front en Flandre puis en France, Maria Lamas doit subvenir à ses besoins et à ceux de ses filles. En 1920, elle commence à travailler à l'Agência Americana de Noticias avec son amie la journaliste Virgínia Quaresma (pt) et à écrire pour les journaux Correio da Manhã et A Época (pt),O Século, O Almonda, A Joaninha, A Voz, A Capital et Diário de Lisboa (pt). Elle devient ainsi l'une des premières femmes journalistes professionnelles au Portugal,,.
De 1928 à 1930, elle dirige le supplément Modas & Bordados (pt) du journal O Século, à l'invitation de l'écrivain et éditeur José Maria Ferreira de Castro. Sa ligne éditoriale « de femme pour les femmes », avec des sujets qui remettant en question les normes traditionnelles et conservatrices des femmes rencontre un grand succès, de sorte que le magazine redresse sa situation financière,.
Elle travaille également comme journaliste à la Revista Civilização où elle crée Reino dos Miúdos, destiné aux enfants

### Littérature
En 1923, sous le pseudonyme de Rosa Silvestre, elle publie ses premiers poèmes, Os Humildes, suivi du roman Diferença de raças. Para Além do Amor en 1935 est le premier roman qu'elle signe Maria Lamas. Elle y traite du droit des femmes d'être elles-mêmes et pas seulement mères ou épouses.
Elle réalise une de ses œuvres littéraires les plus importantes As Mulheres do Meu País (pt) (1947-1950), un travail documentaire et photographique sur les conditions de vie des femmes portugaises issues de milieux populaires ou ruraux. Le livre est un essai anthropologique qui témoigne de la pauvreté, l'exploitation et l'humiliation, contredisant le discours officiel. Des portraits en noir et blanc illustrent les témoignages de femmes qui travaillaient du lever au coucher du soleil, qui utilisent les mêmes outils que les hommes, à la campagne, dans les mines, dans la construction,.
En 1955, Maria Lamas s'exile à Madère où elle passe environ un an et demi[réf. nécessaire] à écrire le livre Arquipélago da Madeira - Maravilha Atlântica, publié l'année suivante.

### Littérature pour enfants
À partir de 1925, elle collabore avec des publications pour enfants, y écrivant des nouvelles comme Maria Cotovia ou A Montanha Maravilhosa et des romans comme Estrela do Norte. Elle publie le roman O Relicário Perdido en 1936, sous forme de feuilleton dans le magazine pour enfants A Joaninha. En 1942, elle dédie O Vale dos Encantos à sa petite-fille Maria Leonor.

### Traductions
Dans les années 1941-42, Maria Lamas traduit Le Général Dourakine, de la Comtesse de Ségur, et Le Petit Lord Fauntleroy, de Frances H. Burnett, et adapte David Copperfield, de Charles Dickens. Elle traduit également Mémoires d'Hadrien de Marguerite Yourcenar.

### Correspondance
Maria Lamas a une relation « d'amitié amoureuse » de plusieurs années avec l'écrivain José Maria Ferreira de Castro, avec qui elle travaille au périodique O Século. De nombreux documents témoignent de cette relation : lettres, cartes postales et télégrammes rendant compte de leur vie quotidienne, de leurs voyages, de leurs pensées, de leur tristesse, de leurs rêves et de compliments sur leurs œuvres littéraires, jusqu'en 1973, date de la dernière lettre enregistrée et reçue par Maria Lamas. Ces documents se trouvent dans la succession gérée par sa fille Maria Cândida et son petit-fils José Gabriel Pereira Bastos, mais la correspondance amoureuse échangée entre 1930 et 1938, qui avait été déposée à la Bibliothèque nationale ou à la Presse nationale, manque toujours.

## Militante féministe
C'est également à cette époque qu'elle commence à parler du droit au bonheur, de la lutte pour la dignité et de l'émancipation des femmes, en rejoignant[réf. nécessaire] le Conseil national des femmes portugaises (Conselho Nacional das Mulheres Portuguesa, CNMP), présidé alors par la militante féministe Adélaïde Cabete.
Maria Lamas prend l'initiative d'organiser, en 1930, en coopération avec le Conseil national des femmes portugaises et le journal O Século, l'« Exposition du travail des femmes, anciennes et modernes, à caractère littéraire, artistique et scientifique » (Exposição da Obra Feminina, antiga e moderna de carácter literário, artístico e científico) qui a pour but de donner de la visibilité au travail des femmes, du nord au sud du pays, « du travail des artisans au travail des intellectuels, du métier à tisser de Trás-os-Montes à la table de travail de Carolina Michaelis de Vasconcelos ». L'exposition, pendant deux mois, attire une forte participation[réf. nécessaire] et une attention médiatique. Maria Lamas devient présidente de la Commission éducation du Conseil en 1937 et de la Commission Littérature en 1939, puis présidente du Conseil en 1945[réf. souhaitée].
Le 7 février 1934, elle reçoit le grade d'officière de l'ordre de Santiago da Espada, pour son travail en faveur des droits des femmes[réf. souhaitée].
Elle rejoint ensuite l'Association des Femmes pour la Paix, récemment créée à Porto, et commence à signer ses œuvres sous le nom de Maria Lamas. Jusqu'alors, elle utilisait plusieurs autres pseudonymes tels que Serrana d'Ayre, Rosa Silvestre, Vagna Ina et Armia, ce dernier essentiellement utilisé dans les textes de la revue Alma Feminina, le bulletin du Conseil national des femmes portugaises,.
En juillet 1945, elle devient présidente du conseil d'administration du Conseil national des femmes portugaises, avec la promesse de promouvoir des campagnes d'alphabétisation dans tout le pays, mais elle n'a pas le temps de mener à bien son mandat. Quelques mois après son élection, en raison du climat politique dans lequel se trouvait le pays sous le régime de l'Estado Novo, elle est contrainte par le directeur du journal O Século, João Pereira da Rosa, de choisir entre la direction du magazine Modas & Bordados et celle du Conseil des femmes. Maria Lamas n'hésite pas à démissionner de son poste à la revue.
Toujours en 1947, après la tenue de l'exposition Livres écrits par des femmes à la Société nationale des Beaux-arts (pt), l'activité du Conseil National des Femmes Portugaises est interdite par le gouvernement et doit cesser immédiatement ses activités.

## Militante antifasciste
Au cours des années suivantes, Maria Lamas continue à militer contre l'Estado Novo, en rejoignant le Conseil mondial de la paix et l'opposition démocratique, soutenant activement la candidature de José Norton de Matos et en rejoignant la Commission centrale du Mouvement démocratique national (Movimento Nacional Democrático).
En raison de son activité politique, elle est arrêtée trois fois par la PIDE et emprisonnée à la prison de Caxias,.
Elle participe à des congrès, séminaires et conférences pour les droits des femmes et la paix mondiale, appelant les autres pays à ne pas fermer les yeux sur la situation de dictature au Portugal[réf. nécessaire].
Des années plus tard, en 1962, elle s'exile à Paris et vit dans une chambre modeste au Quartier latin,. Elle y développe une intense activité politique au sein de l'opposition portugaise à la dictature et rencontre les plus grandes personnalités politiques nationales et internationales du xxe siècle. Elle ne retourne au Portugal que le 3 décembre 1969, avec la garantie qu'il n'y aurait aucun mandat d'arrêt contre elle[réf. nécessaire].

## Après la dictature
Avec la révolution des Œillets, le 25 avril 1974, Maria Lamas, âgée de 80 ans, est reconnue et honorée à plusieurs reprises : elle devient dirigeante du Comité portugais pour la paix et la coopération, directrice honoraire de la revue Modas & Bordados, présidente honoraire du Mouvement démocratique des femmes. Elle adhère officiellement au Parti communiste portugais.
Elle reçoit l'ordre de la Liberté, des mains du président Ramalho Eanes et, en 1980, l'Assemblée de la République lui rend hommage en 1982.

## Fin de vie
Maria Lamas décède le 6 décembre 1983, à l'âge de 90 ans, victime d'un accident vasculaire cérébral, à Lisbonne, laissant une note préparée pour sa famille : « Avec un cœur plein d'amour, je voulais juste dire que je vous aime beaucoup et merci pour tout ce que vous dois »,. Elle est enterrée au cimetière de Benfica (pt), à Lisbonne,.

## Publications
- Humildes (poesia) (1923).
- Diferença de Raças (romance) (1924).
- O Caminho Luminoso (romance) (1928).
- Maria Cotovia (livro infantil) (1929).
- As Aventuras de Cinco Irmãozinhos (livro infantil) (1931).
- A Montanha Maravilhosa (livro infantil) (1933).
- A Estrela do Norte (livro infantil) (1934).
- Brincos de Cereja (livro infantil) (1935).
- Para Além do Amor (romance) (1935).
- A Ilha Verde (livro infantil) (1938).
- A Lenda da Borboleta (texto para projecto ilustrado de Roberto Araújo) (1940)[21].
- O Vale dos Encantos (livro infantil) (1942).
- O Caminho Luminoso (1942).
- As Mulheres do Meu País (pt) (1948).
- A Mulher no Mundo (1952).
- O Mundo dos Deuses e dos Heróis, Mitologia Geral (1961).
- Arquipélago da Madeira (1956).

## Traductions
- Mémoires d'Hadrien (par Marguerite Yourcenar )
- Œuvres de Frank Baum, Frances Burnett, Comtesse de Ségur, Charles Dickens, etc.

## Distinctions et reconnaissance
- 1er août 1934 : Officière de l'Ordre Militaire de Sant'Iago da Espada[22]
- 1974 : Directrice d'honneur de la revue Modas & Bordados[4]
- 1975 : Présidente d'honneur du Mouvement démocratique des femmes (pt)[4]
- 30 juin 1980 : Grande Officière de l'Ordre de la Liberté[22]
- 1982 : 
  - Distinction d'honneur du Mouvement Démocratique des Femmes[réf. nécessaire]
  - Médaille d'or de la municipalité de Torres Novas[réf. nécessaire]
- 1983 : Médaille Eugénie Cotton, décernée par la Fédération Démocratique Internationale des Femmes[7].

En octobre 1987, le nom de Maria Lamas est donné à une place de Torres Novas et, en 1989, à l'École Industrielle de Torres Novas : « Escola Secundária Maria Lamas »[réf. nécessaire].
La ville de Torres Novas décerne également le Prix Maria Lamas tous les deux ans pour des études sur les femmes, le genre et l'égalité, en hommage à son combat pour les droits des femmes portugaises.
En 2022, la réalisatrice Susana Moreira Marques et l'écrivaine Marta Pessoa collaborent sur le film Um nome para o que sou, à partir du livre de Maria Lamas, As Mulheres do Meu Pais.
En 2024, avec le 50e anniversaire de la Révolution des Œillets, plusieurs événements célèbrent Maria Lamas : La Fondation Gulbenkian retrace sa vie et présente son œuvre photographique dans l'exposition As mulheres de Maria Lamas et, à l'occasion de la Journée des droits des femmes, la médiathèque de l’Institut Français de Lisbonne organise une table ronde qui lui est consacrée.
La collection documentaire de Maria Lamas se trouve à la Bibliothèque nationale du Portugal.